# El Carpio de Tajo
El Carpio de Tajo település Spanyolországban, Toledo tartományban. El Carpio de Tajo Malpica de Tajo, Mesegar de Tajo, La Mata, Carmena, La Puebla de Montalbán, San Martín de Montalbán, Villarejo de Montalbán és San Martín de Pusa községekkel határos. Lakosainak száma 1873 fő (2024).

## Népesség
A település népessége az utóbbi években az alábbiak szerint változott:
| Lakosok száma | 2200 | 2181 | 2169 | 2202 | 2154 | 2076 | 1930 | 1838 | 1826 | 1873 |
|               | 2001 | 2004 | 2007 | 2009 | 2012 | 2014 | 2017 | 2019 | 2022 | 2024 |